# 地下六合彩
地下六合彩，俗称私彩，是假冒香港的六合彩號碼作招徠的賭博活動，即是私人作庄的私彩，在中国广东和福建尤为严重。私彩的投注金从几十至几千元不等，赔率更视庄家的财势而定，许多士多都作为投注站，也有很多纯粹是诈骗金钱。因此地下六合彩不单是赌博问题，也涉及许多黑社会利益。

## 基本原理
规则：从49个数字中任选<=49个数字，若选中的数字集合中包括开奖时的那个号码，即為中獎。
若買下了全部49個數字，則必然中獎，但由於1/r=40<49，仍然虧本。

## 官方
六合彩只由香港賽馬會屬下的「香港馬會獎券有限公司」主辦，香港政府和香港賽馬會從來沒有於香港以外地區開設投注業務，亦沒有委托任何人或組織進行相關業務。因此，中國大陸所有以「香港六合彩」、「香港賽馬會」、「香港馬會」、「香港馬會獎券有限公司」、「香港六合彩公司」或類似名目進行的六合彩活動，均為假冒。另香港賽馬會的官方網站於中國大陸是不能登入的，故此如在中國大陸可以直接登入的六合彩網站，均屬假冒網站。

## 合法參與
另外，香港的博彩條例也明確規定，中國大陸在內的非香港居民，除非已合法持有投注戶口及香港銀行的存款戶口，否則不能在香港境外參與馬會開設的投注活動。另外中國內地法律也規定，在中國境內進行跨境（包括港澳地區）投注是不合法的。故理論上，在中國大陸投注香港賽馬會的任何博彩是違反中國或/和香港的法律。

## 變種

### 生肖
中國大陸的假冒六合彩加進了不少香港六合彩所沒有的成份，例如以生肖預測開彩結果、必須同時買中莊家指定的生肖才算中獎，事實上是中國古老賭博方式「字花」的翻版。其他的中國大陸假冒六合彩常用手法還包括聲稱有內幕消息、假冒香港賽馬會名義出版各種傳單、小冊子、報紙，或提供虛假的香港電話號碼聲稱有諮詢服務等。

### 包波
地下六合彩有一种玩法是“包波”，“包波”，按地下六合彩的规则，49个数字分属于“红波”、“蓝波”、“绿波”。按概率来算，分属各波段的数字出现的机率应该是相同的。例如：码民B拿出200元钱，将某期的“红波”的所有数均匀地下注，到下一期他再对同样的数字下注，但此时他必须将下注数提高到一倍即400元才能赢钱，如此“包”下去，按数字再现的概率计算，只有按这个规则延续下去，B必定会赢钱。但问题是，如果某期下注到达到万元以上，码民的经济承受能力和心理承受能力受到挑战，如果某期下注数已经达到1万元，下期必须拿出2万元，再下期必须拿出4万元，再下下期必须拿出8万元，如此类推。如果码民的心理承受能力或者经济承受能力不够，他就会放弃下次“包波”，以前的下注钱便是付之东流了。

## 傳播
中國大陸的假冒六合彩常見的招徠方式包括發送手機短訊、散發單張等，網上還有大量虛假的「六合彩」網站，有的甚至貼出不存在的「委託證書」，或同時附上戒賭/中獎登記熱線等佯裝正式網站，以增強說服力。然而，正式的香港賽馬會在香港唯一進行的宣傳是介紹六合彩投注如何用於慈善用途，或給予如金多寶舉行日期或下期獎金等的客觀資料，而絕不會以任何方式主動招攬民眾投注。

## 危害
由於假冒六合彩沒有接受政府的規管，因此投注資金會流向背後操縱的非法集團（早期多與香港或台灣黑社會組織相關）。另外，由於中國大陸協助戒除賭癮的組織不足，使假冒六合彩於不少地區造成嚴重的社會問題。中國大陸的任何「香港六合彩」服務都是虛假及非法的。
非法香港六合彩的活動在福建省一直非常盛行，多年來，政府仍然未能杜絕有關活動在省內造成的禍害。現時，非法六合彩更已蔓延到廣東省及湖南省，甚至隨著粵、閩兩省民工傳至華北地區。据湖南当地媒体报道，截止到2003年下半年，当地累计有150人因沉迷地下六合彩而心理失衡，导致精神障碍，一些人更因此被送入精神病院接受康复治疗。在精神病医院里，甚至需要护士喊着针筒里的药是《天线宝宝》中的“宝宝奶昔”（注：“宝宝奶昔”是供《天线宝宝》角色饮用的一种饮料），病人的情绪才会安稳下来。而在網上，非法六合彩的網站更是比比皆是，禁之不絕。此外，在2000年代初，湖南農村地區的地下六合彩活動，更導致鄉村金融體系失衡（大量現金流流失至城市，甚至境外），以至部分縣級銀行及信用社不再批出農業貸款。

## 發展歷史
大約在2000年代初期，香港有不少手提電話用戶收到來自中國大陸的神秘來電。來電者聲稱有一位「曾道人」或「白小姐」把這個電話給他們，聲稱可以得到香港六合彩的開彩號碼。雖然有不少人聲稱對方打錯，但在來電不勝其煩的滋擾下，有些人會在電話裡胡亂給他們一些號碼作搪塞。這情況大約在2003年SARS爆發前左右的時間才停止。
其實所謂「曾道人」和「白小姐」，只是香港報章《東方日報》上賭博版上的一個虛構人物名稱。他們都會在香港進行攪珠前的日子，在報上刊登一首詩，並聲稱「內藏下期開彩號碼的玄機」。而隨着香港的報章流入中國大陸，有中國大陸的不法商人亦借機宣傳，聲稱他們就是「曾道人」和「白小姐」，並有各種六合彩的「貼士」。但其實這些都是騙人的。

## 惡搞
中國的假冒六合彩網頁為了使瀏覽者相信他們的內容真實，都會從其他網站盜取別人的相片，而聲稱相中人就是集團的成員人物「曾道人」或「白小姐」。
亦有莊家透過造謠，聲稱在中國中央電視台播放的《天线宝宝》、《天天饮食》和天气预报等带有“天”字的節目由所謂「香港六合彩公司」相關人士製作，故此當中隱藏有香港六合彩的暗碼，以哄騙碼民下注。誰知居然有人相信為真，更把消息廣傳天下，更衍生出不同版本的謠言（例如只有特定電視台轉播版本，才有準確中獎提示；央視購入天线宝宝轉播權，旨在向碼民提前公佈私彩開獎結果，以打擊私彩莊家），使電視台不勝其煩。例如有一长者，靠数在《天线宝宝》里出现的船上有16扇窗户，押中了16，中了一万元；另外还有民众在《天天饮食》栏目里，数了当期主持人刘仪伟在节目中一共切了37刀，买了37号，直接中奖。在广东省，亦有人声称无线电视明珠台播出的《芝麻街》也暗含六合彩玄机，使许多人深信不疑。

### 「港版三元三中三」及「香港六合彩公司」
2011年5月，網上曾流傳着一段提供六合彩預測結果服務的片段，並聲稱已獲香港賽馬會認證。
片段中的服務名稱為「港版三中三」，目前已被上載至YouTube網站。根据片段所示，負責六合彩結果預測的公司有六个網址不同的網站。但是根据检测，六个網站使用同样的IP 位址。
片段長約9分鐘，透過剪輯國務院在人民大會堂記者會的影片鏡頭，模仿一個新科技記者會的環境。片內人物均以粵語对话(部分更帶有廣西口音)，稱能以電腦猜測六合彩結果，但要付費入會，方可獲得預測結果。片段中有人假扮成香港的高層官員，包括康樂及文化事務署署長馮程淑儀和創新科技署署長王榮珍，更有人以「董志強」、「曾英杰」等姓名，分別假冒不存在的香港政府特別參議員、香港賽馬會執行副會長等職銜，亦有虛構「香港博彩娛樂應用研究中心湯永發博士」、「香港六合彩推廣中心黃明忠博士」等，「專家」聲稱入會費由人民幣900元至1.38萬元不等，會員可以在每期六合彩攪珠前數小時得到3個 中獎號碼。有本港傳媒根據網站的電話查詢，網站負責人羅先生自稱，有關技術得到馬會和特區政府認可。香港警方表示正了解事件，而香港賽馬會就表示對有關短片深表關注，並已經報警，又要求YouTube盡快刪除有關短片。康文署署長馮程淑儀接受傳媒查詢時，表示看完該短片後覺得很無辜及啼笑皆非，強調六合彩不是康文署負責，呼籲內地市民不要相信。
及後，再有自稱「香港六合彩公司」的犯罪集團，以同樣手段製作「香港賽馬會六合彩一碼中特」及「香港六合彩六碼中特」影片，先後假冒時任賽馬會行政總裁及香港金融管理局，以披露六合彩「內部資料」為名推銷地下六合彩，並設立網頁供碼民下注。

## 參看
- 六合彩

## 外部連結
- 南方网：地下六合彩
- 地下六合彩深入中国内地 重心向西部和东北蔓延（页面存档备份，存于）
- 湖南地下“六合彩”玄机揭秘（页面存档备份，存于）